# Melkbelly
Melkbelly — американський нойз-рок гурт із Чикаго, Іллінойс, створений у 2014 році.

## Історія
Гурт Melkbelly засновано у 2014 році.
Міранда Вінтерс, фронтвумен гурту, розповідає: "Барт [Вінтерс, її чоловік] і я були в дуеті, і ми хотіли зробити щось жорсткіше, ніж те, що ми робили. Ми пішли подивитися, як грає Джеймс [Ветцель] — у нього є сольний проект на барабанах/синтезаторах, і ми знайшли місце для тренувань разом, і одного разу ми пішли і грали разом. Наш басист — брат Барта [Ліам Вінтерс]. У жовтні ми будемо групою вже рік."
На музичний стиль гурту Melkbelly вплинули такі гурти, як: Hecks, Lightning Bolt, Sun Ra. Гурт відомий своїми шаленими аранжуваннями та гучними концертами.
За останні пару років гурт Melkbelly багато гастролював по США, і Stereogum назвав їх найбільш захоплюючим рок-гуртом на фестивалі «South by Southwest».
13 жовтня 2017 року гурт випустив альбом під назвою Nothing Valley на лейблі Wax Nine Records, дочірньому підрозділі лейблу Carpark Records.
У 2018 році гурт виступав на фестивалі Pitchfork Music Festival. 29 липня 2018 року гурт Melkbelly виступав на розігріві перед гуртом Foo Fighters на концерті на стадіоні Ріглі-Філд.
Їхній останній альбом, PITH, вийшов у квітні 2020 року.

## Склад гурту
- Ліам Вінтерс (Bart Winters) — бас,
- Міранда Вінтерс (Liam Winters) — гітара/вокс,
- Барт Вінтерс (Miranda Winters) — гітара,
- Джеймс Ветцель (James Wetzel) — ударні.[1][11][2]

## Дискографія

### Мініальбоми
- 2014: Pennsylvania[12][13]

### Альбоми
- 2017: Nothing Valley[14]
- 2020: PITH[10]

### Сингли
- 2015: "B.A.T.B."[15][4]
- 2016: "Mount Kool Kid" / "Elk Mountain"[8][4][16]